# La última cena (El Greco)

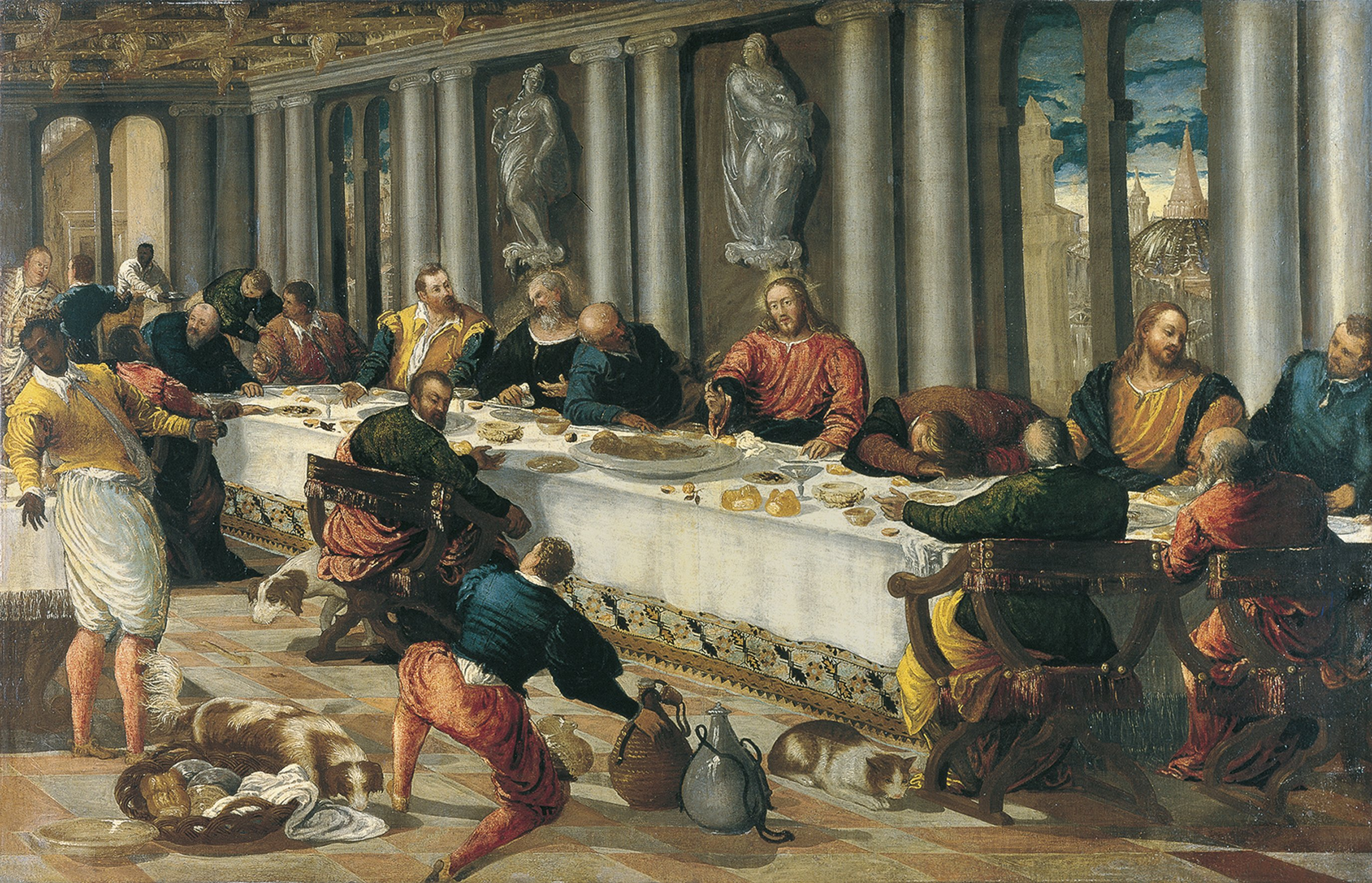
Versión del Museo Thyssen-Bornemisza, actualmente atribuida a un pintor anónimo veneciano.

La última cena es una temática inusual en la obra del Greco. Solamente se atribuyen, con dudas, dos pinturas a este pintor, pertenecientes probablemente a su etapa veneciana.

## Temática
Representa a Cristo en la Última Cena con sus apóstoles, antes de sufrir su pasión. La última Cena és un episodio capital del Nuevo Testamento, ya que, durante esta cena, Jesús instituyó la Eucaristía. [Jn.13,15-35]; [Mc.14,22-24]; [Lc. 22,19-20] 

### Versión de laPinacoteca Nacional de Bolonia
- Consta con la referencia X-112 en el catálogo razonado realizado por el profesor e historiador del arte Harold Wethey.[2]

- Pintura al temple sobre tabla; 42,5 x 51 cm.; fecha de realización: 1567 / 1568.[3]

Obra publicada y atribuida al Greco por Roberto Longhi, atribución seguida por Rodolfo Palucchini, quien la sitúa a poco antes del Tríptico de Módena.
El espacio pictórico, representado en perspectiva, tiene poco volumen corporal y parecer estar suspendido sobre el aire.
El interés del Greco por la perspectiva se acentúa en esta obra, al situar la escena en un espacio con varias puertas y baldosas. Las figuras se sitúan alrededor de una mesa cubierta por un mantel, donde descuella la bien pergeñada figura de Jesucristo y su túnica roja, que se convierte en un potente foco de luz. Destacan las actitudes de los apóstoles, resueltas con acierto y empleando distintos modelos y colores. Se aprecia un barniz oriental, aunque la pincelada rápida permite anticipar uno de los rasgos más distintivos del artista durante toda su producción pictórica.

### Versión delMuseo Thyssen-Bornemisza
- Consta con la referencia X-111 en el catálogo razonado realizado por Harold Wethey.[1]

- Pintura al óleo sobre lienzo;121 x 190 cm.; hacia 1570.[7]

Este lienzo entró en la colección Thyssen-Bornemisza en 1934, siendo atribuido al Greco Esta atribución figura en el catálogo de la Colección de 1937, editado por Rudolf Heinemann. August L. Mayer la integró dentro del repertorio del artista en 1945, y la autoría del Greco fue compartida en 1950 por José Camón Aznar, quien la situó hacia 1567. Sin embargo, Harold Wethey la incluye en su catálogo entre las "obras de escuela, copias y falsas atribuciones". y considera que este lienzo refleja la influencia tanto de Paolo Veronese como de Tintoretto.